# Macrothemis idalia
Macrothemis idalia – gatunek ważki z rodziny ważkowatych (Libellulidae). Występuje na terenie Ameryki Południowej.